# KTouch
KTouch is een vrij computerprogramma om te leren blind typen. Het maakt deel uit van het KDE Education Project van de gebruikersomgeving KDE en het is vrijgegeven onder de GPL. Het ondersteunt allerlei toetsenbordindelingen en nieuwe indelingen kunnen door de gebruiker worden toegevoegd.

## Overzicht
Het programma presenteert woorden die de gebruiker zo goed mogelijk dient in te typen met de ingestelde toetsenbordindeling. Deze indeling wordt getoond evenals de toets die de gebruiker dient in te drukken om verder te gaan. Voor elke toetsenbordindeling kan de gebruiker typlessen volgen; deze bestaan uit verschillende niveaus. Per niveau worden nieuwe tekens geïntroduceerd zodat geleidelijk de gehele toetsenbordindeling geleerd wordt. Het lesniveau wordt automatisch verhoogd of verlaagd op basis van de typevaardigheden van de gebruiker.
Het programma verzamelt statistieken over de manier van typen, zoals het aantal aanslagen per minuut, veelgemaakte typefouten en accuraatheid. Deze statistieken worden bijgewerkt terwijl de gebruiker aan het typen is. Het programma biedt ook een overzicht van hoe de huidige sessie en het huidige lesniveau verlopen zijn. Daarnaast zijn er grafieken die het verloop van de typevaardigheden van de gebruiker laten zien op de lange termin.
Verscheidene aspecten van het programma zijn instelbaar, zoals het kleurenschema en het oefenmateriaal.

## Geschiedenis
De ontwikkeling van KTouch begon op 15 maart 2000 door Håvard Frøiland. Versie 1.0 volgde op 26 mei 2001. KTouch werd op 19 juni 2002 opgenomen in het KDE Education Project. Op 30 maart 2003 sluit Andreas Nicolai zich aan bij het project. Nicolai is sinds 27 september 2004 de maintainer van het project.
Het programma is geschreven in de programmeertaal C++.